# Михайловка (Архангельський район)
Миха́йловка (рос. Михайловка, башк. Михайловка) — присілок у складі Архангельського району Башкортостану, Росія. Входить до складу Інзерської сільської ради.
Населення — 77 осіб (2010; 119 в 2002).
Національний склад:
- росіяни — 76 %